# Witton Castle

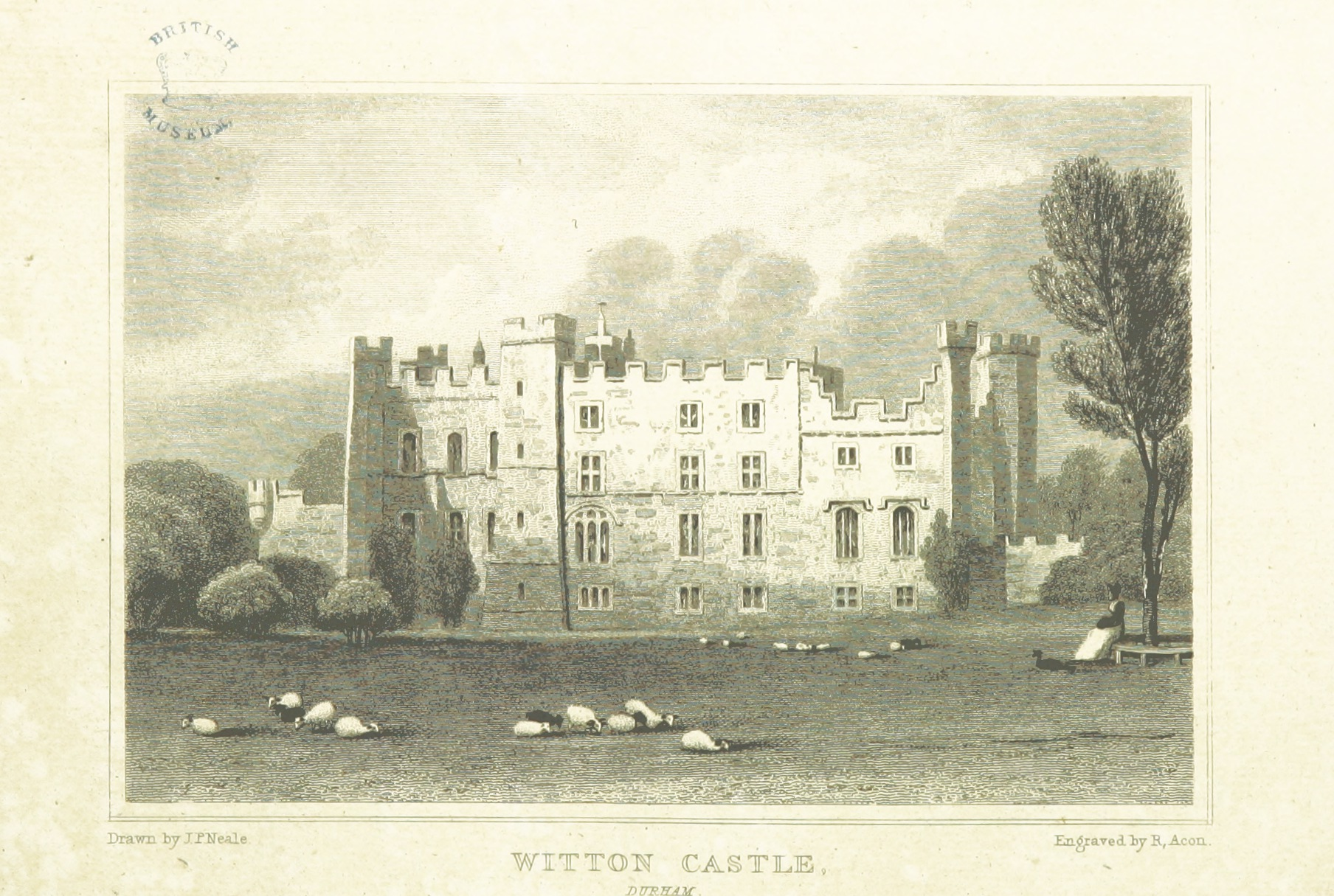
Zeichnung von Witton Castle von John Preston Neale (1818)

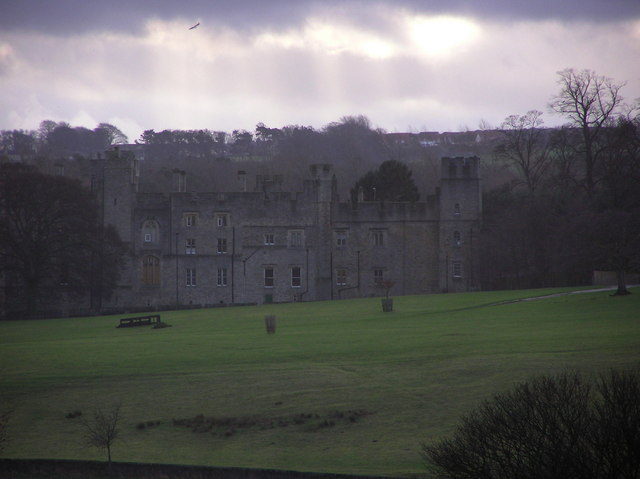
Witton Castle heute

Witton Castle ist eine Burg aus dem 15. Jahrhundert beim Dorf Witton-le-Wear in der Nähe von Bishop Auckland in der englischen Verwaltungseinheit County Durham. Das häufig umgebaute Gebäude steht heute mitten in einem Ferien- und Wohnwagenpark. English Heritage hat es als historisches Gebäude II*. Grades gelistet.

## Geschichte
Sir Ralph Eure erhielt 1410 die königliche Erlaubnis, sein Herrenhaus zu befestigen („Licence to crenelate“). Im englischen Bürgerkrieg gehörte die Burg dem Royalisten William Darcy. Er setzte sich für die Rückgabe seines beschlagnahmten Anwesens ein. Sein Nachkomme Henry Darcy verkaufte es 1743 an William Cuthbert. Später fiel die Burg an die Familie Hopper, wurde 1796 aber bei einem Brand stark beschädigt, wobei ein Großteil der Innenräume zerstört wurde.
Im Jahre 1816 kaufte Sir William Chaytor aus Croft Hall in Yorkshire das Burganwesen für £ 78.000, ließ das Mauerwerk sanieren und das Innere in modernem Stil ausbauen. Auf dem Anwesen fanden sich reiche Kohleflöze und ab etwa 1825 wurden die Schächte der Witton Park Colliery abgeteuft. Sir William Chaytor bekleidete 1839 das Amt eines High Sheriff of Durham. Familienmitglieder der Chaytors lebten bis zur Mitte des 20. Jahrhunderts in Witton Castle.